# Fort Bragg (Karolina Północna)
Fort Bragg – baza armii amerykańskiej w południowo-wschodniej części stanu Karolina Północna, nieopodal miasta Fayetteville. Spis powszechny w 2000 wykazał 29 183 mieszkańców.
Od zakończenia II wojny światowej stacjonuje tam 82. Dywizja Powietrznodesantowa. Fort Liberty jest również główną bazą amerykańskich sił specjalnych, tzw. Zielonych Beretów. Do bazy przylega lotnisko wojskowe Pope Air Force Base.

## Historia
Początkiem bazy był Camp Bragg, poligon artyleryjski założony w 1918, nazwany na cześć generała Braxtona Bragga z czasów wojny secesyjnej. Nazwę zmieniono na Fort Bragg w 1922, pierwsze stałe budynki postawiono w 1923–1924. W latach II wojny światowej baza znacznie powiększyła się, stając się wielkim ośrodkiem szkolenia żołnierzy.
1 stycznia 2021 r. Senat Stanów Zjednoczonych uchylił ustawę zatwierdzającą środki finansowe obrony narodowej na rok budżetowy 2021. To nowe prawo upoważniło Kongres do powołania komisji ds. zmiany nazw obiektów Departamentu Obrony nazwanych na cześć przywódców Konfederacji. W marcu 2022 r. komisja opublikowała listę 87 potencjalnych nazw dla dziewięciu instalacji wojskowych, w tym Fortu Bragg, nazwanego na cześć konfederackiego generała Braxtona Bragga.
W maju 2022 r. komisja oficjalnie zaleciła zmianę nazwy Fortu Bragg na Fort Liberty. Komisja dała Pentagonowi czas do października na zaakceptowanie zmiany nazwy. Sekretarz Obrony Lloyd J. Austin zrobił to 6 października 2022 roku. 10 lutego 2025 Sekretarz Obrony Pete Hegseth zmienił nazwę na Fort Roland L. Bragg by oddać hołd Rolandowi L. Braggowi bohaterowi drugiej wojny światowej.  